# Движение 2 июня
Движение 2 июня (нем. Bewegung 2. Juni) — немецкая леворадикальная террористическая организация, действовавшая в Западном Берлине в 1970-х годах. Название отсылает к дате смерти Бенно Онезорга, застреленного полицейским Карлом-Хайнцем Куррасом во время демонстрации 2 июня 1967 года в Западном Берлине. Члены движения видели и называли себя городскими партизанами. 2 июня 1980 года организация объявила о самороспуске. Некоторые из ее активистов присоединились к Фракции Красной Армии (РАФ).

## История
После того как 4 декабря 1971 года при попытке ареста был застрелен Георг фон Раух, различные левые группы, многие из которых были готовы применить насилие, встретились в Западном Берлине и обсудили возможность объединения. В результате в январе 1972 года было сформировано «Движение 2 июня». Его члены осуществили серию взрывов, ограблений банков и похищений представителей государственных и деловых кругов.
Самой значительной их акцией стал захват в заложники Петера Лоренца в 1975 году. Лоренц был кандидатом от Христианско-демократического союза Германии на пост правящего бургомистра Западного Берлина. По требованию похитителей правительство ФРГ выпустило на свободу пятерых заключенных террористов Рольфа Поле, Верену Беккер, Ингрид Зипман, Рольфа Хайслера и Габриэль Крёхер-Тидеман, которые после освобождения улетели в Южный Йемен. Член Фракции Красной армии Хорст Малер, освобождения которого также требовали террористы, предпочёл остаться в тюрьме. В тот же день Петер Лоренц был выпущен на свободу.